# Regra de 72
Em finanças, a regra dos 72, a regra dos 70 e a regra dos 69,3 são métodos para estimar o tempo de duplicação de um investimento . O número da regra (por exemplo, 72) é dividido pela porcentagem de juros por período (geralmente anos) para obter o número aproximado de períodos necessários para duplicação. Embora calculadoras científicas e programas de planilha tenham funções para encontrar o tempo de duplicação preciso, as regras são úteis para cálculos mentais e quando apenas uma calculadora básica estiver disponível.
Estas regras aplicam-se ao crescimento exponencial e, portanto, são utilizadas para juros compostos em oposição aos cálculos de juros simples . Eles também podem ser usados para decaimento para obter um tempo de redução pela metade. A escolha do número é principalmente uma questão de preferência: 69 é mais preciso para composição contínua, enquanto 72 funciona bem em situações de interesse comum e é mais facilmente divisível. Existem várias variações nas regras que melhoram a precisão. Para capitalização periódica, o tempo exato de duplicação para uma taxa de juros de r por cento por período é
{\displaystyle t={\frac {\ln(2)}{\ln(1+r/100)}}\approx {\frac {72}{r}}} ,
onde t é o número de períodos necessários. A fórmula acima pode ser usada para mais do que calcular o tempo de duplicação. Se quisermos saber o tempo de triplicação, por exemplo, substitua a constante 2 no numerador por 3. Como outro exemplo, se quisermos saber quantos períodos são necessários para o valor inicial aumentar 50%, substitua a constante 2 por 1,5.

## Usando a regra para estimar períodos compostos
Para estimar o número de períodos necessários para duplicar um investimento original, divida a “quantidade-regra” mais conveniente pela taxa de crescimento esperada, expressa em percentagem.
- Por exemplo, se você investisse $ 100 com juros compostos a uma taxa de 9% ao ano, a regra de 72 dá 72/9 = 8 anos necessários para que o investimento valha $ 200; um cálculo exato dá ln(2) /ln(1+0,09) = 8,0432 anos.

Da mesma forma, para determinar o tempo que leva para o valor do dinheiro cair pela metade a uma determinada taxa, divida a quantidade regra por essa taxa.
- Para determinar o tempo necessário para que o poder de compra do dinheiro caia pela metade, os financiadores dividem a quantidade regra pela taxa de inflação . Assim, com uma inflação de 3,5%, usando a regra dos 70, deveria levar aproximadamente 70/3,5 = 20 anos para que o valor de uma unidade monetária caísse pela metade.[1]
- Para estimar o impacto das taxas adicionais nas políticas financeiras (por exemplo, taxas e despesas de fundos mútuos, encargos de carregamento e despesas em carteiras variáveis de investimento em seguro de vida universal ), divida 72 pela taxa. Por exemplo, se a apólice da Universal Life cobrar uma taxa anual de 3% acima do custo do fundo de investimento subjacente, então o valor total da conta será reduzido para 50% em 72/3 = 24 anos, e depois para 25% de o valor em 48 anos, em comparação com manter exatamente o mesmo investimento fora da apólice.

## Escolha da regra
O valor 72 é uma escolha conveniente de numerador, pois possui muitos divisores pequenos: 1, 2, 3, 4, 6, 8, 9 e 12. Fornece uma boa aproximação para capitalização anual e para capitalização a taxas típicas (de 6% a 10%); as aproximações são menos precisas a taxas de juro mais elevadas.

Para composição contínua, 69 fornece resultados precisos para qualquer taxa, uma vez que ln (2) é cerca de 69,3%; veja derivação abaixo. Como a composição diária é próxima o suficiente da composição contínua, para a maioria das finalidades 69, 69,3 ou 70 são melhores do que 72 para a composição diária. Para taxas anuais mais baixas do que as acima, 69,3 também seria mais preciso do que 72. Para taxas anuais mais elevadas, 78 é mais preciso.
| Rate  | Actual Years | Rate × Actual Years | Rule of 72 | Rule of 70 | Rule of 69.3 | 72 adjusted | E-M rule |
| ----- | ------------ | ------------------- | ---------- | ---------- | ------------ | ----------- | -------- |
| 0.25% | 277.605      | 69.401              | 288.000    | 280.000    | 277.200      | 277.667     | 277.547  |
| 0.5%  | 138.976      | 69.488              | 144.000    | 140.000    | 138.600      | 139.000     | 138.947  |
| 1%    | 69.661       | 69.661              | 72.000     | 70.000     | 69.300       | 69.667      | 69.648   |
| 2%    | 35.003       | 70.006              | 36.000     | 35.000     | 34.650       | 35.000      | 35.000   |
| 3%    | 23.450       | 70.349              | 24.000     | 23.333     | 23.100       | 23.444      | 23.452   |
| 4%    | 17.673       | 70.692              | 18.000     | 17.500     | 17.325       | 17.667      | 17.679   |
| 5%    | 14.207       | 71.033              | 14.400     | 14.000     | 13.860       | 14.200      | 14.215   |
| 6%    | 11.896       | 71.374              | 12.000     | 11.667     | 11.550       | 11.889      | 11.907   |
| 7%    | 10.245       | 71.713              | 10.286     | 10.000     | 9.900        | 10.238      | 10.259   |
| 8%    | 9.006        | 72.052              | 9.000      | 8.750      | 8.663        | 9.000       | 9.023    |
| 9%    | 8.043        | 72.389              | 8.000      | 7.778      | 7.700        | 8.037       | 8.062    |
| 10%   | 7.273        | 72.725              | 7.200      | 7.000      | 6.930        | 7.267       | 7.295    |
| 11%   | 6.642        | 73.061              | 6.545      | 6.364      | 6.300        | 6.636       | 6.667    |
| 12%   | 6.116        | 73.395              | 6.000      | 5.833      | 5.775        | 6.111       | 6.144    |
| 15%   | 4.959        | 74.392              | 4.800      | 4.667      | 4.620        | 4.956       | 4.995    |
| 18%   | 4.188        | 75.381              | 4.000      | 3.889      | 3.850        | 4.185       | 4.231    |
| 20%   | 3.802        | 76.036              | 3.600      | 3.500      | 3.465        | 3.800       | 3.850    |
| 25%   | 3.106        | 77.657              | 2.880      | 2.800      | 2.772        | 3.107       | 3.168    |
| 30%   | 2.642        | 79.258              | 2.400      | 2.333      | 2.310        | 2.644       | 2.718    |
| 40%   | 2.060        | 82.402              | 1.800      | 1.750      | 1.733        | 2.067       | 2.166    |
| 50%   | 1.710        | 85.476              | 1.440      | 1.400      | 1.386        | 1.720       | 1.848    |
| 60%   | 1.475        | 88.486              | 1.200      | 1.167      | 1.155        | 1.489       | 1.650    |
| 70%   | 1.306        | 91.439              | 1.029      | 1.000      | 0.990        | 1.324       | 1.523    |

Nota: O valor mais preciso em cada linha está em itálico e o mais preciso das regras mais simples está em negrito.
Uma referência antiga à regra está na Summa de arithmetica (Veneza, 1494. Fol. 181, n. 44) de Luca Pacioli (1445–1514). Ele apresenta a regra em uma discussão sobre a estimativa do tempo de duplicação de um investimento, mas não deriva ou explica a regra, e portanto assume-se que a regra antecede Pacioli em algum tempo.
| “ | A voler sapere ogni quantità a tanto per 100 l'anno, in quanti anni sarà tornata doppia tra utile e capitale, tieni per regola 72, a mente, il quale sempre partirai per l'interesse, e quello che ne viene, in tanti anni sarà raddoppiato. Esempio: Quando l'interesse è a 6 per 100 l'anno, dico che si parta 72 per 6; ne vien 12, e in 12 anni sarà raddoppiato il capitale. (emphasis added). | ” |

Traduzido aproximadamente:
| “ | Se você quiser saber cada quantidade de 100 por ano, em quantos anos terá duplicado o retorno entre lucro e capital, tenha 72 como regra, que você sempre deixará pelos juros, e o que vier disso será duplicado em muitos anos. Exemplo: Quando os juros são 6 por 100 vezes por ano, digo que começamos em 72 vezes 6; Virão 12 e em 12 anos o capital será duplicado. (grifo nosso). | ” |

## Ajustes para maior precisão
Para taxas mais elevadas, um numerador maior seria melhor (por exemplo, para 20%, usar 76 para obter 3,8 anos seria apenas cerca de 0,002 de desconto, enquanto usar 72 para obter 3,6 seria cerca de 0,2 de desconto). Isto porque, como acima, a regra dos 72 é apenas uma aproximação precisa para taxas de juros de 6% a 10%.
Por cada três pontos percentuais acima dos 8%, o valor de 72 poderia ser ajustado em 1:
{\displaystyle t\approx {\frac {72+(r-8)/3}{r}}}
ou, para o mesmo resultado:
{\displaystyle t\approx {\frac {70+(r-2)/3}{r}}}
Ambas as equações simplificam para:
{\displaystyle t\approx {\frac {208}{3r}}+{\frac {1}{3}}}
Observe que {\displaystyle {\frac {208}{3}}} está bem próximo de 69,3.

### Regra E-M
A regra de segunda ordem de Eckart-McHale (a regra E-M) fornece uma correção multiplicativa para a regra de 69,3 que é muito precisa para taxas de 0% a 20%, enquanto a regra normalmente só é precisa na extremidade mais baixa das taxas de juros, de 0% a cerca de 5%.
Para calcular a aproximação E-M, multiplique o resultado da regra de 69,3 por 200/(200− r ) da seguinte forma:
{\displaystyle t\approx {\frac {69.3}{r}}\times {\frac {200}{200-r}}} .
Por exemplo, se a taxa de juro for de 18%, a regra de 69,3 dá t = 3,85 anos, que a regra E-M multiplica por {\displaystyle {\frac {200}{182}}} (ou seja, 200/(200−18)) para dar um tempo de duplicação de 4,23 anos. Como o tempo real de duplicação a esta taxa é de 4,19 anos, a regra E-M dá assim uma aproximação mais próxima do que a regra dos 72.
Para obter uma correção semelhante para a regra de 70 ou 72, um dos numeradores pode ser definido e o outro ajustado para manter o produto aproximadamente o mesmo. A regra E-M poderia, portanto, ser escrita também como
{\displaystyle t\approx {\frac {70}{r}}\times {\frac {198}{200-r}}} ou {\displaystyle t\approx {\frac {72}{r}}\times {\frac {192}{200-r}}}
Nestas variantes, a correção multiplicativa torna-se 1 respectivamente para r=2 e r=8, valores para os quais as regras de 70 e 72 são mais precisas.

### Aproximante de Padé
O aproximante de Padé de terceira ordem fornece uma resposta mais precisa em um intervalo ainda maior de r, mas tem uma fórmula um pouco mais complicada:
{\displaystyle t\approx {\frac {69.3}{r}}\times {\frac {4r+600}{r+600}}}
o que simplifica para:
{\displaystyle t\approx {\frac {1386r+207900}{5r^{2}+3000r}}}

## Derivação

### Capitalização periódica
Para capitalização periódica, o valor futuro é dado por:
{\displaystyle FV=PV\cdot (1+r)^{t}}
onde {\displaystyle PV} é o valor presente, {\displaystyle t} é o número de períodos de tempo e {\displaystyle r} representa a taxa de juros por período de tempo.
O valor futuro é o dobro do valor presente quando:
{\displaystyle FV=PV\cdot 2}
que é a seguinte condição:
{\displaystyle (1+r)^{t}=2\,}
Esta equação é facilmente resolvida para {\displaystyle t} :
{\displaystyle {\begin{array}{ccc}\ln((1+r)^{t})&=&\ln 2\\t\ln(1+r)&=&\ln 2\\t&=&{\frac {\ln 2}{\ln(1+r)}}\end{array}}}
Um rearranjo simples mostra:
{\displaystyle {\frac {\ln {2}}{\ln {(1+r)}}}={\bigg (}{\frac {\ln 2}{r}}{\bigg )}{\bigg (}{\frac {r}{\ln(1+r)}}{\bigg )}}
Se r for pequeno, então ln(1 + r ) é aproximadamente igual a r (este é o primeiro termo da série de Taylor ). Ou seja, este último fator cresce lentamente quando {\displaystyle r} está próximo de zero.
Chame este último fator {\displaystyle f(r)={\frac {r}{\ln(1+r)}}} . A função {\displaystyle f(r)} mostra-se preciso na aproximação de {\displaystyle t} para uma taxa de juros pequena e positiva quando {\displaystyle r=.08} (veja derivação abaixo). {\displaystyle f(.08)\approx 1.03949} , e portanto aproximamos o tempo {\displaystyle t} como:
{\displaystyle t={\bigg (}{\frac {\ln 2}{r}}{\bigg )}f(.08)\approx {\frac {.72}{r}}}
Escrito como uma porcentagem:
{\displaystyle {\frac {.72}{r}}={\frac {72}{100r}}}
Esta aproximação aumenta em precisão à medida que a composição dos juros se torna contínua (ver derivação abaixo). {\displaystyle 100r} é {\displaystyle r} escrito como uma porcentagem .
Para derivar os ajustes mais precisos apresentados acima, note-se que {\displaystyle \ln(1+r)\,} é mais aproximado por {\displaystyle r-{\frac {r^{2}}{2}}} (usando o segundo termo da série de Taylor). {\displaystyle {\frac {0.693}{r-r^{2}/2}}} pode então ser ainda mais simplificado por aproximações de Taylor:
{\displaystyle {\begin{array}{ccc}{\frac {0.693}{r-r^{2}/2}}&=&{\frac {69.3}{R-R^{2}/200}}\\&&\\&=&{\frac {69.3}{R}}{\frac {1}{1-R/200}}\\&&\\&\approx &{\frac {69.3(1+R/200)}{R}}\\&&\\&=&{\frac {69.3}{R}}+{\frac {69.3}{200}}\\&&\\&=&{\frac {69.3}{R}}+0.3465\end{array}}}
Substituir o “ R ” em R /200 na terceira linha por 7,79 dá 72 no numerador. Isto mostra que a regra dos 72 é mais precisa para juros compostos periodicamente em torno de 8%. Da mesma forma, substituir o “ R ” em R /200 na terceira linha por 2,02 resulta em 70 no numerador, mostrando que a regra de 70 é mais precisa para juros compostos periodicamente em torno de 2%.
Alternativamente, a regra E-M é obtida se a aproximação de Taylor de segunda ordem for usada diretamente.

### Capitalização contínua
Para capitalização contínua, a derivação é mais simples e produz uma regra mais precisa:
{\displaystyle {\begin{array}{ccc}(e^{r})^{p}&=&2\\e^{rp}&=&2\\\ln e^{rp}&=&\ln 2\\rp&=&\ln 2\\p&=&{\frac {\ln 2}{r}}\\&&\\p&\approx &{\frac {0.693147}{r}}\end{array}}}